# Mentha darvasica
Mentha darvasica — вид губоцвітих рослин родини глухокропивових.

## Поширення
Ендемік Таджикистану.